# 平田乡 (台州市)
平田乡，是中华人民共和国浙江省台州市黄岩区下辖的一个乡镇级行政单位。

## 行政区划
平田乡下辖以下地区：
桐树坑村、寮前村、潘家洋村、庄前村、车里岙村、小田村、官田村、里龙村、天灯垟村、平田村、箬岗村、牛游塘村、东山村、黄毛山村、东溪村、山头下村、桐外岙村和桐里岙村。